# Hosahalli, Mysore
Hosahalli là một làng thuộc tehsil Mysore, huyện Mysore, bang Karnataka, Ấn Độ.